# 佩森 (伊利諾伊州)
佩森（英語：Payson）是位於美國伊利諾伊州亞當斯縣的一個村落。

## 地理
佩森的座標為39°49′01″N 91°14′33″W / 39.81694°N 91.24250°W，而該地最高點為海拔高度233米（即764英尺）。

## 人口
根據2010年美國人口普查的數據，佩森的面積為2.92平方千米，當中陸地面積為2.92平方千米，而水域面積為0.00平方千米。當地共有人口1026人，而人口密度為每平方千米351人。